# Gedrosia

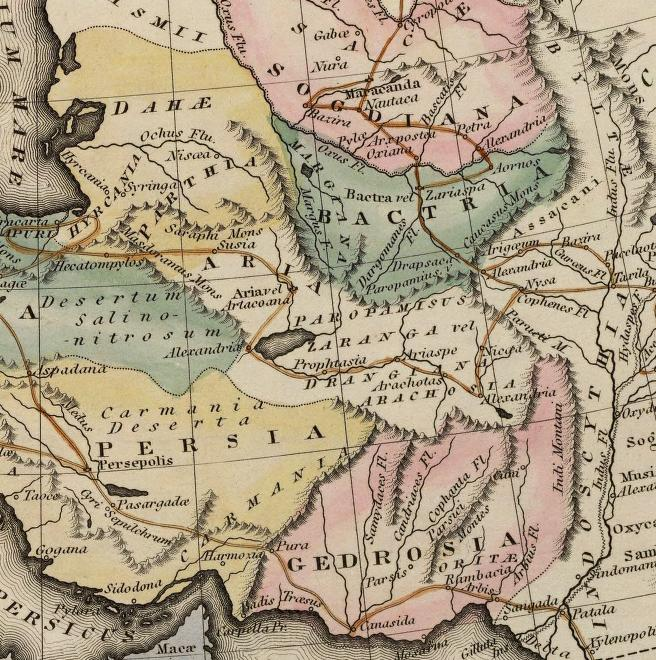
Mappa che mostra la Gedrosia nella campagna indiana di Alessandro Magno

La Gedrosia è una regione storica dell'Asia, corrispondente grossomodo all'odierno Makran, tra il Pakistan e l'Iran meridionali.

## Toponimo
"Gedrosia" (Γεδρωσία) è il nome usato dagli autori greci, ma secondo alcuni autori potrebbe corrispondere al nome locale Gwadar, che sopravvive come toponimo di una città della regione. Secondo altri autori, la regione corrisponderebbe alla satrapia denominata Maka nelle fonti antiche, basandosi sulla somiglianza tra questo nome e quello moderno di Makran. Il termine "Maka" è tuttavia più spesso attribuito alla regione del Golfo Persico antistante al Makran, in particolare all'Oman.

## Geografia
Si tratta di una regione prevalentemente desertica, con alcune oasi, delimitata a sud dal Mare Arabico, a est dal fiume Indo e a ovest dallo Stretto di Hormuz e dalla regione della Carmania. A nord confinava con le regioni dell'Aracosia e della Drangiana.

## Storia
La regione fu conquistata da Ciro il Grande e divenne una satrapia dell'Impero achemenide. È nota agli autori occidentali soprattutto per il suo ruolo nella campagna indiana di Alessandro Magno, poiché il condottiero decise di attraversarla di ritorno dall'India, nel 326 a.C., e durante la marcia attraverso il deserto perse 12 000 uomini, o forse 20.000, ovvero quasi un terzo del suo esercito.
In seguito la regione divenne parte dell'Impero Seleucide, e successivamente dell'Impero Maurya.

## Popolazione
Secondo Arriano, il generale macedone Nearco, durante il suo ritorno dall'India, menziona una popolazione chiamata Ittiofagi (Ichthyophagoi), che abitava le coste della regione. La loro presenza è confermata anche dalla Tabula Peutingeriana, e l'etimologia del termine (mangiatori di pesce) è la stessa di "Makran".
Un altro popolo è menzionato da Alessandro e localizzato nella regione del fiume Hub, in Pakistan. Il loro fiume è chiamato Arabius e la popolazione Oreitani